# フランツ・ノプシャ
フランツ・ノプシャ・フォン・フェルゾ＝シルヴァス（Franz Nopcsa von Felső-Szilvás、1877年5月3日 - 1933年4月25日）は、オーストリア＝ハンガリー帝国トランシルヴァニア地方出身の貴族、古生物学者、地質学者、スパイ、王位請求者、アルバニア学者。
純古生物学の創始者と見なされ、恐竜の島嶼矮小化説を最初期に唱えた人物として知られる。またアルバニア研究の専門家でもあり、アルバニア北部地域の地質図を史上初めて完成させた。一方で、第一次世界大戦時にはオーストリア＝ハンガリー帝国のスパイとして活動し、大戦後はアルバニア公国の王位に就こうと画策した。同性愛者で、秘書兼恋人のアルバニア人、バヤジッド・エルマズ・ドゥーダと長年行動を共にしたが、1933年に悲劇的な最期を遂げた。ハンガリー語、ドイツ語、フランス語、英語に堪能で、それら言語毎に氏名は「バロ・ノプシャ・フェレンク」、「フランツ・バロン・ノプシャ」、「ル・バロン・フランソワ・ノプシャ」、「バロン・フランシス・ノプシャ」などとも表記される。

## 生涯

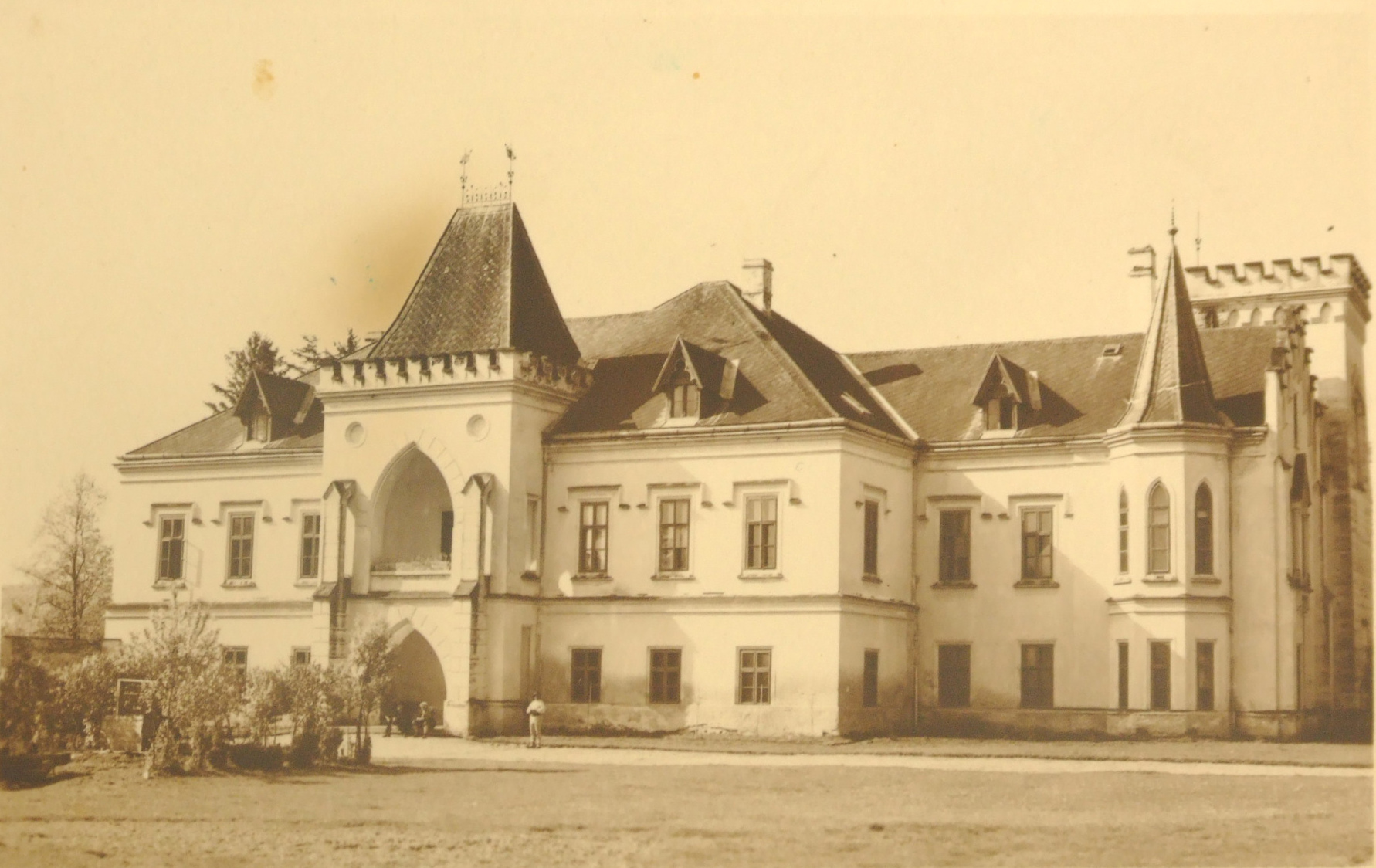
トランシルヴァニアのノプシャ邸

1877年、当時オーストリア＝ハンガリー帝国の領土であったトランシルヴァニア地方ザクサル（サチェル Săcel）の、ルーマニアに出自をもつマジャル（ハンガリー）系貴族の家に生まれた。ノプシャ家は裕福で、叔父のフランツ・フォン・ノプシャは帝国宮廷とも通じる人物であった。1895年、ノプシャの妹イローナがサチェルにあるノプシャ家の所領セントペテルファルヴァ（Szentpéterfalva）で偶然に骨の化石を見つけ、兄に手渡した。
ノプシャがこの化石をウィーン大学の地質学教授エドアルト・ジュースに見せたところ、ジュースはこれは恐竜の化石であるとの見解を述べ、ノプシャに化石の研究をすることを勧めた。このことがきっかけでノプシャは1897年にウィーン大学に入学、1899年には発見した化石をリムノサウルス Limnosaurus（後にテルマトサウルスへと改名）とする学術論文を発表した。論文の内容は高く評価されはしたが、自信家のノプシャは論文発表直後に国際的に著名であった古生物学者ルイ・ドロに向かって「ほんの青二才のぼくが、あれほどすぐれた論文を書き上げるなんて、驚くべきことじゃないですか?」と言い放ち、以後ドロはノプシャに関心を示すことはなくなったという。1903年、ノプシャは所領を中心とした地質図を作成し、地質学で博士号を取得してウィーン大学を卒業した。卒業後は発掘した恐竜化石の論文を書く傍ら、領地を巡視して農民たちの出迎えを受けるといった男爵としての生活を送り、さらにはその富と人脈を活用して、帝国内を自由に旅して化石を探し、欧州の主要な博物館を定期的に訪れたりもした。
だが冒険精神に富んだノプシャはやがてこうした生活に飽き足りなくなった。当時オスマン帝国領の一県ではあったが独立を目指していたアルバニアに強い関心を示し、外国人としては稀な事ながらアルバニア北部の山岳地帯に入り込んで、短期間のうちにアルバニアの方言と風習を学び、以降何度もアルバニアを訪れるようになっていった。こうした中、1906年11月20日にブカレストで当時18歳のバヤジッド・エルマズ・ドゥーダ  (Bajazid Elmaz Doda)  を男性秘書として雇用した。後年ノプシャは秘書以上の存在となったバヤジッドへの想いを次の様に述べている。
「（バヤジッドは）僕のことを真剣に愛してくれる、僕が全幅の信頼を置くただ一人の人物だ。かれが僕の信用を裏切るなどと疑ったことは、一瞬たりとも無い。」
1907年にはアルバニア山岳地帯の探検中にバヤジッドと共に山賊ムスタファ・リタ（Mustafa Lita）の人質となり身代金1万トルコリラを要求されたこともあったが、このときは「10人の武装した家来」を引き連れたドゥーダの父に救助された。ノプシャの回想録には、スパイ容疑をかけられコソボ南部の都市プリズレンに連れられるなど解放までの複雑な経緯がつづられている。
1912年、独立を求めるバルカン同盟諸国とオスマン帝国との間で第一次バルカン戦争が勃発した。このバルカン戦争中、ノプシャはオーストリア＝ハンガリー帝国のスパイとして活動している。紛争がおわって独立国となったアルバニア公国では、王が探し求められることとなった。ノプシャは、アメリカの富豪の娘と結婚してその資産を戦費にあてるとして王位を狙ったが、実現しなかった。

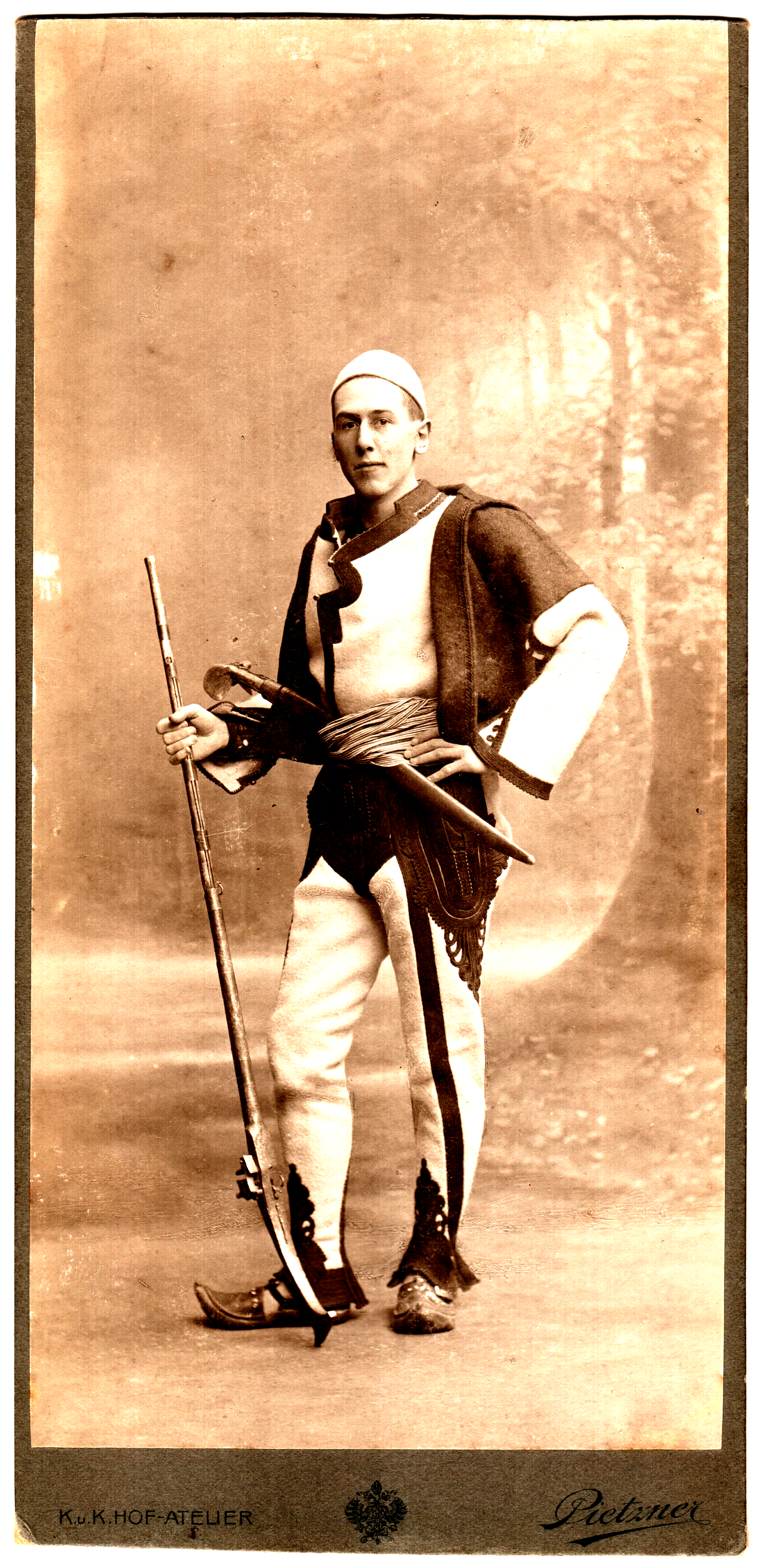
シュチプタル戦士の衣服を身にまとったノプシャ。1913年頃。

この後、第一次世界大戦の際にもノプシャはオーストリア＝ハンガリー帝国のスパイとして活動し、アルバニア人志願兵部隊を率いた。だがこの大戦でオーストリア＝ハンガリーは敗北し、トランシルヴァニアはルーマニアに割譲され、フェルゾ＝シルヴァス男爵は1920年に邸宅も所領もすべて失うこととなった。収入源を失い、給料を得られる仕事を探さなくてはならなくなったノプシャは、1925年ハンガリー地質学研究所の所長の職に就いた。だが地質学研究所の仕事は長続きしなかった。デスクワークにすぐに飽きてしまったうえに研究所の内部改革を急激に推し進めようとして多数の敵をつくり、居場所を失ったノプシャは秘書兼恋人のバヤジッド・ドゥーダと共に化石を研究するためのヨーロッパ・オートバイ旅行へと出発した。旅の後ウィーンに戻ったが、再び経済的困難に直面し研究もままならなくなったため、借金返済のためロンドン自然史博物館に化石コレクションを売却した。他者とのトラブルも増えるようになり、ハンガリーのかつての領地を訪ねた際には一人で散歩しているところを農民たちに棍棒や熊手で打ちのめされ、頭蓋骨にひびが入る大怪我を負ったこともある。1928年にはノプシャは病により車椅子で講義を行うほど体調を崩しており、やがて抑うつ状態となった。それでも晩年ベルギーの地質学会の要請を受け、体調不良ながらもフランス語でアルバニアの地質について講演を行った際には「私が講演するとき、会場はいつも、科学的な説明よりも冒険物語を聞くのを楽しみにしているご婦人方でいっぱいだ」など聴衆を楽しませ満足した様子もうかがえていた。
1933年4月、ノプシャは突如、パートナーであるドゥーダの紅茶に睡眠薬をまぜ、眠ったままのドゥーダを銃で撃った。次に警察に宛てて遺書をしたため、最後は自らに銃口を向けて引き金を引いた。ノプシャの遺体はウィーンのジンマーリンク火葬場で荼毘に付され、遺灰も同地に埋葬された。遺書に書かれた内容は次の通りである。
『ぼくの自殺の理由は、神経系統の完全な崩壊によるものだ。ぼくは古い友人である秘書が、ぼくのこの事実に気づかず、眠りこんでいるうちに、かれを撃った。かれをこの世でこれ以上苦しませ、みじめな不幸な目にあわせたくはないので、おき去りにはしたくなかった。ぼくの死体は火葬にすること。それが最後の願いだ。』
死後ノプシャの部屋からは大量の学術論文と日記が見つかった。日記からは優れた頭脳を持ちながらも他人の気持ちを理解する能力を欠いた複雑な人物像がうかがえ、アルバニア公国王位への思いも赤裸々につづられていた。
『ヨーロッパで王となれたのなら、王族にあこがれるアメリカの裕福な娘と結婚して更なる資金を得ることなど訳もない。状況が違っていたら気が進まない方法ではあるが。』
またノプシャは1897年から1917年までの日記やメモを元にして回想録を書き遺している。この回想録の執筆は1929年ごろに途絶え存命中に公開されることはなかったが、2001年になってドイツで出版され、2014年には英語に翻訳されてアルバニア研究者ロバート・エルシーの編集で「Traveler, Scholar, Political Adventurer: A Transylvanian Baron at the Birth of Albanian Independence」として出版された。

## 純古生物学と地質学への貢献

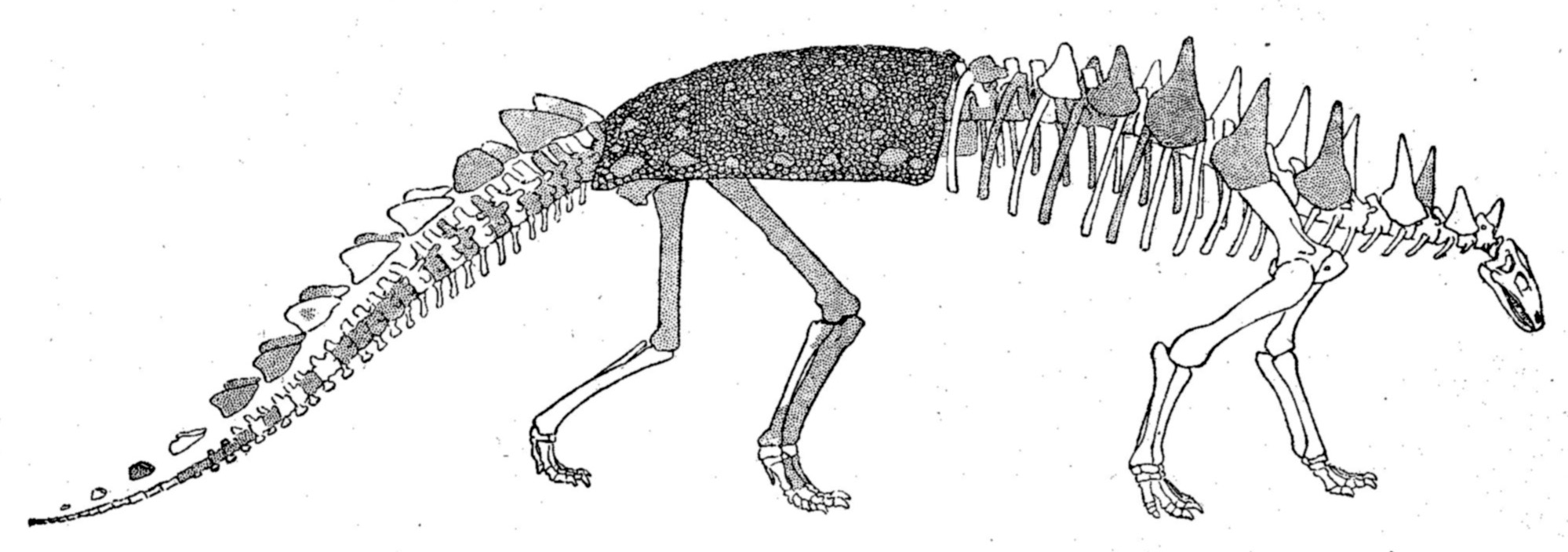
ノプシャによるポラカントゥス Polacanthus foxii の復元図。

化石に関する学術論文を35年間で100編以上発表したノプシャは、「恐竜の骨格へ肉付けすること」を試みた最初期の古生物学者の一人でもあり、これは彼が成し遂げた古生物学分野への（そして純古生物学分野への）最大の貢献のひとつでもある。その当時、古生物学者たちは見つかった化石を如何に組み立てるかばかりに注力していたが、ノプシャは化石から恐竜が生きていた時の生態を推定しようと試みた。恐竜が現代の鳥類ように子育てをし複雑な社会的行動をとっていたとも提言しているが、この考えは1980年代になるまで理解を得られなかった。恐竜の生態に注目した研究を行った最初期の人物であることから「純古生物学の父」とも呼ばれたノプシャであったが、自身では生理学と生物学から発展したこの学問を paleophysiology （古生理学）と名付けている。  

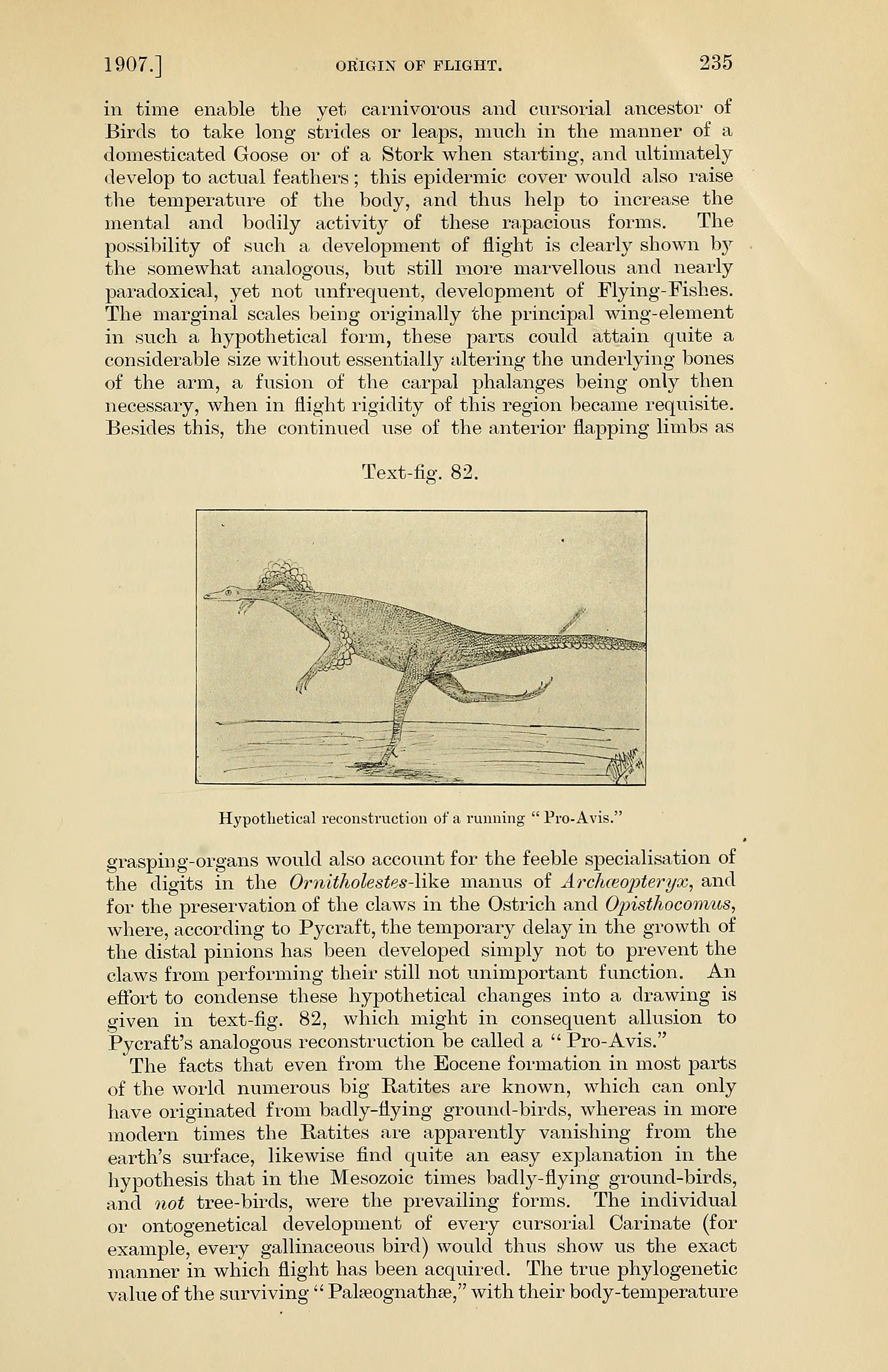
Proavis の想像図が描かれたノプシャの論文（1907年）

この他にもノプシャは、鳥類は恐竜から進化したものとし、飛翔の起源は走行にあるとする説を時代に先駆けて唱えた。ノプシャは、鳥類の祖先はプロアビス  (Proavis)  という、前肢を地面に着かないよう持ち上げて走行し、跳躍の際に羽ばたいた動物であり、この働きを助けるため前肢には羽毛が発達し、結果として空を飛ぶことができるようになったと考えた。この説は1960年代に注目され広く受けいれられたが、後に発見された樹上性の羽毛恐竜の化石調査結果から、飛行能力の獲得はノプシャが思い描いていたよりももっと複雑なものであったと考えられている。また、ノプシャは、中生代の爬虫類の少なくとも一部は温血動物であったと主張したが、この考えは今日古生物学界で広く共有されている。

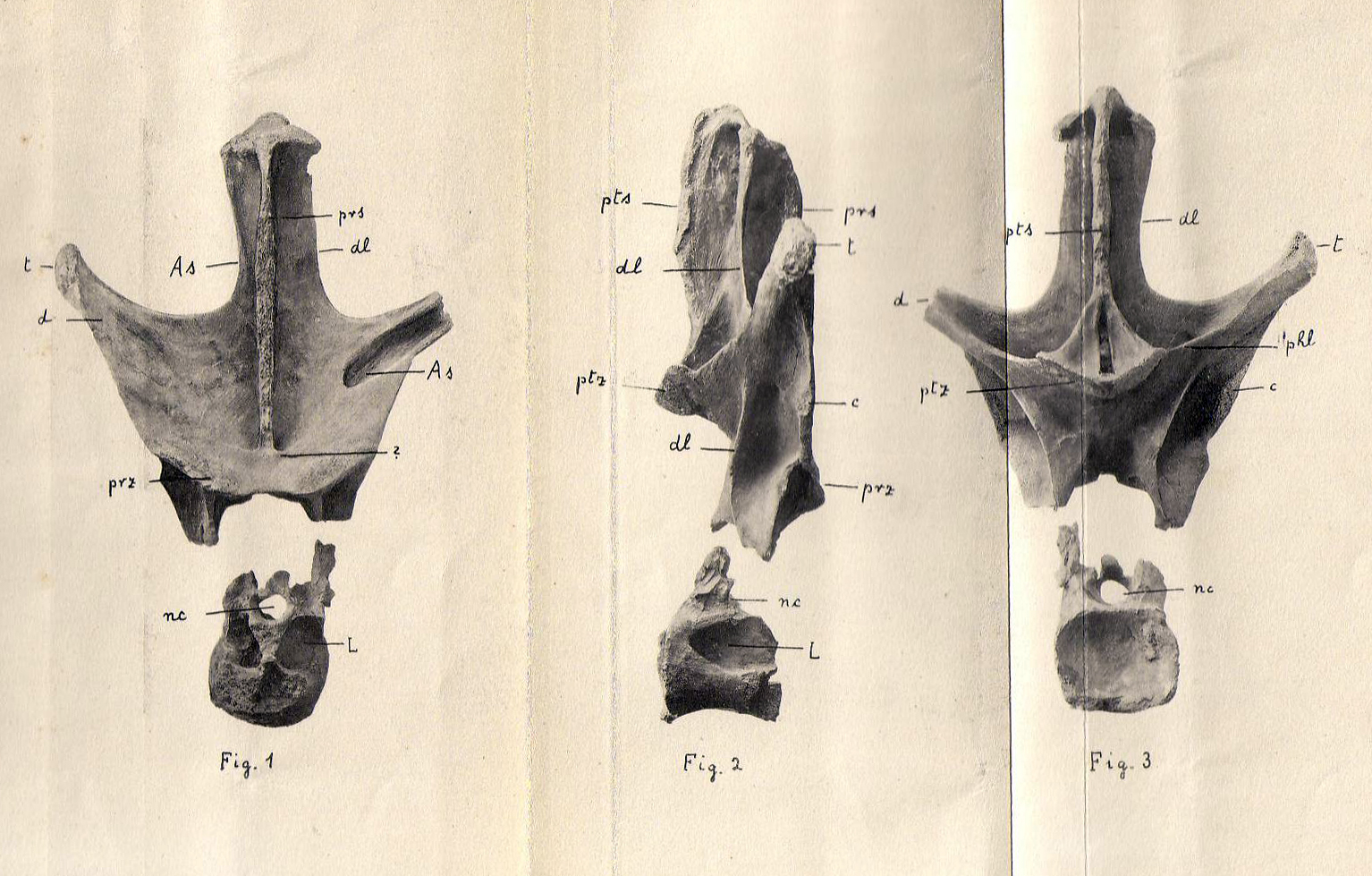
ノプシャスポンディルス Nopscaspondylus の脊椎骨。ノプシャスポンディルスは竜脚類の恐竜でノプシャにちなんで2007年に名づけられた。この他 Elopteryx nopcsai、 Tethysaurus nopcsai、Hyposaurus nopcsai、Mesophis nopcsaiなどもノプシャに献名されたものである。

ノプシャが研究したのは主にトランシルヴァニア産の恐竜であったが、それらは世界の他の場所で見つかった「いとこたち」よりも小型であった。例えばノプシャが発掘し名付けたマジャーロサウルスは、通常15メートルから30メートル以上にもなる竜脚類の恐竜であるもかかわらず、全長6メートルほどしかない。地質学者でもあるノプシャは、この化石の見つかったエリアは中生代にはハツェグ島（現在ではルーマニアのハツェグ盆地）という島であったと推論し、島という資源が限られた環境に対応するため、世代を重ねるごとに体の大きさが小さくなる島嶼性矮小化という現象が恐竜にも起きたとする説を提唱した。このノプシャの島嶼矮小化説は当時はほぼ無視されたものの、後にハツェグの恐竜が欧州だけでなくアジアや北米で発見された恐竜に比べても小型であることが確認されるなどした結果、今日では広く受け入れられている。なお近年ドイツ北部でも小型竜脚類エウロパサウルスが発見されている。
1926年には、恐竜の性的二形説も発表した。なかでもハドロサウルス科種について、頭蓋隆起があるものはオス、ないものがメスと提唱したが、実際のところノプシャが比較した化石は別々の場所、別々の年代から発見された化石であることが指摘されている。
1930年代には、化石となった骨の組織構造を顕微鏡で調べることでその個体の死亡時の年齢を推定できることを示す論文を発表し、北米大陸で発見された新種の恐竜とされる化石が実は既知の種の若い個体であることを指摘した。骨の組織学的研究は現在の古生物研究でも行われ、2010年には独・米・ルーマニアの研究チームがマジャーロサウルス化石は成体に達したものであることを確認し、ノプシャの島嶼矮小化説を裏付ける結果ともなっている。
ノプシャは存命中に数々の恐竜化石を発見し、命名した。1899年に命名したモクロドン・ロブスタス Mochlodon robustus は、1915年ノプシャ自身によりラブドドン・ロブスタス Rhabdodon robustumへと改名されている。
ストルティオサウルス Struthiosaurus transylvanicus は1915年に、テイヌロサウルス（Teinurosaurus、尻尾の伸びたトカゲ）は1928年に各々ノプシャが命名した種である。この他、古代のカメに「カロキボティオン・バジャジディ Kallokibotion bajazidi」と名付けている。この名の意味は「バヤジッド Bajazid の美しい箱」だが、その由来は甲羅の形が愛するバヤジッドの尻の形を思い出させるからであった。
ノプシャは地質学者としても重要な人物で、バルカン半島西部、特にアルバニア北部の地質研究を史上初めて行った学者のひとりである

## アルバニア学への貢献
ノプシャは生涯アルバニアに情熱を注ぎ続けた。そのきっかけは、最初の恋人とされるルイス・ドラシュコヴィッチ (Louis Drašković) からアルバニア山岳民族の物語を聞いたのが始まりであったという。ノプシャが生涯のうち発表したアルバニアに関する学術論文の数は50を超えるが、その対象はアルバニアの言語、伝承、民族学、歴史から、「カヌン  (Kanun (Albania)) 」と呼ばれるアルバニアの慣習法（掟、社会規範）にまで及ぶなど、当時第一級のアルバニア専門家であった。
ノプシャの死後いくつかの重要な未公開手書き原稿が見つかっているが、中でもトリエステでのアルバニア会議 (Albanian Congress of Trieste) に参加した際の手記は歴史家の注目を集めた。アルバニアに関する学問的遺産は、高名なアルバニア学の専門家でノプシャの元同僚でもあるノルベルト・ヨークルに渡され、その後アルバニアの政治家、活動家であるミトハト・ベイ・フラシェリ (Mid'hat Bey Frashëri)  の所有物となったが、フラシェリが国外へ逃れた際にエンヴェル・ホッジャ政権（アルバニア社会主義人民共和国）当局に没収された。最終的にノプシャの手記、画図、完成原稿などはアルバニア国立図書館の所蔵物となり、今も同図書館アルバニア学部門の中核を成している。

## 関連文献
- István Főzy: Nopcsa báró és a Kárpát-medence dinoszauruszai (Baron Franz Nopcsa and the Dinosaurs of the Carpathian-basin), Alfadat-Press, Tatabánya. ISBN 9638103248.
- Gëzim Alpion (2002):  Baron Franz Nopcsa and his Ambition for the Albanian Throne.  BESA Journal, vol. 6, no. 3, pp. 25–32. ISSN 1366-8536
- Gareth Dyke (2011):  The Dinosaur Baron of Transylvania,  Scientific American, October, vol. 305, no. 4, pp. 81–83.
- David B. Weishampel and C. M. Jianu (1995).  The centennial of Transylvanian dinosaur discoveries: A reexamination of the life of Franz Baron Nopcsa. Journal of Vertebrate Paleontology 15 (3, Suppl.): p. 60A.
- Ing Jaroslav Mareš, (1993). Záhada dinosaurů (The mystery of dinosaurs), Prague, Svoboda-Libertas, ISBN 80-205-0374-9
- Robert Elsie (1999). The Viennese Scholar Who Almost Became King of Albania: Baron Franz Nopcsa and His Contribution to Albanian Studies. East European Quarterly, vol. 33, no. 3, p. 327-345.
- Franz Nopcsa (2014). Robert Elsie. ed. Traveler, Scholar, Political Adventurer: A Transylvanian Baron at the Birth of Albanian Independence (The Memoirs of Franz Nopcsa). Central European University Press. ISBN 978-6155225802
- David B. Weishampel and Wolf-Ernst Reif (1984) The Work of Franz Baron Nopcsa (1877-1933): Dinosaurs, Evolution and Theoretical Tectonics. Jb. Geol. B.-A. 127(2):187-203
- Baron Franz Nopcsa and His Dream for the Albanian Throne – essay by Gëzim Alpion (2002), a British scholar of East European studies.
- "Baron Franz Nopcsa", Encyclopedia of gay, lesbian, bisexual, transgender & queer culture
- "Histories: King of the duck-billed dinosaurs", New Scientist (2005)